# Castiarina signata
Castiarina signata es una especie de escarabajo del género Castiarina, familia Buprestidae. Fue descrita científicamente por Kerremans en 1903.